# 3. Panzergrenadier-Division
3. Panzergrenadier-Division bildades vid sammanslagningen av resterna av 3. Infanterie-Division (mot) som utplånades vid Slaget vid Stalingrad och 386. Infanterie-Division (mot).
Det nya förbandet sändes till Italien i juni 1943 och deltog i striderna vid Salerno, Monte Cassino, Anzio och vid återtåget till Rom. Divisionen förflyttades därefter till Frankrike där den deltog i strider sydost om Paris innan den retirerade till Saarland för återupprustning inför deltagandet i Ardenneroffensiven. Divisionen krossades i Ruhrfickan i april 1945.

## Befälhavare
- General der Panzertruppen Fritz-Hubert Graeser  (1 mars 1943 - ? mars 1944)
- Generalmajor Hans Hecker   (? mars 1944 - 1 juni 1944)
- Generalleutnant Hans-Günther von Rost   (1 juni 1944 - 25 juni 1944)
- Generalleutnant Walter Denkert   (25 juni 1944 - ? april 1945)

## Organisation
September 1943
- Stab
- 8. Panzergrenadier Regiment
  - Stab
  - Regementsmusikkår
  - Stabskompani
    - Signalpluton
    - Pionjärpluton

  - 3 x bataljon
    - Stab
    - 4 x Kompani (motoriserat)

  - Infanterikanonkompani(självgående)
  - Pansarjägarkompani (motoriserat)
- 29. Panzergrenadier Regiment
  - Stab
  - Regementsmusikkår
  - Stabskompani
    - Signalpluton
    - Pionjärpluton

  - 3 x bataljon
    - Stab
    - 4 x kompani (motoriserat)

  - Infanterikanonkompani(självgående)
  - Pansarjägarkompani (motoriserat)
- 103. Panzer Aufklärungs Bataillon
  - Stab
    - Tung pluton
    - Lätt pansarbilskompani

  - 3 x spaningskompani (half-track)
  - Tungt Kompani (half-track)
    - Pionjärpluton
    - Pansarjägarpluton
    - Lätt infanterikanontropp
    - Lätt spaningstränggrupp
    - 2 x pluton
- 103. Panzer Bataillon
  - Stab
  - Stabsbatteri
  - 3 x Sturmgeschützbatteri
  - Pansarverkstadspluton
- 3. Flak Bataillon
  - Stab
  - Stabsbatteri (motoriserat)
  - 2 x Tungt luftvärnsbatteri (motoriserat)
  - Lätt luftvärnsbatteri (motoriserat)
  - Tränggrupp (motoriserad)
- 3. Artilleri Regiment
  - Stab
  - Stabsbatteri
  - Bataljon
    - Stab
    - Stabsbatteri (självgående)
    - 3 x batteri (självgående)

  - 2 x bataljon
    - Stabsbatteri (motoriserat)
    - 3 x batteri (motoriserat)
- 3. Pionier Bataillon
  - Stab
  - 3 x kompani (motoriserat)
  - Brüko K broläggningspluton (motoriserad)
  - Lätt pionjärgrupp (motoriserad)
- 3. Signal Bataillon
  - Stab
  - Telefonkompani (motoriserat)
  - Radiokompani (motoriserat)^
- Trängförband